# Radiohead
Radiohead er en britisk rockgruppe fra Oxford. Gruppens navn er taget fra sangen "Radio Head" af Talking Heads. Gruppen består af Thom Yorke (sang, guitar og keyboard), Ed O'Brien (guitar og korsang), Jonny Greenwood (guitar og elektronik), Jonny Greenwoods bror, Colin Greenwood (basguitar) og Phil Selway (trommer).
Gruppens musik er inspireret af blandt andre The Smiths, Elvis Costello, Nirvana, Queen, the Pixies, Pink Floyd, Siouxsie and the Banshees, R.E.M., U2, The Beatles og The Rolling Stones.

## Gruppens historie og udvikling
Gruppens udtryk er nyere rockmusik ofte præget af langsomme og melodiske numre med elektroniske indfald. Desuden båret af forsanger Thom Yorkes karakteristiske vokal.
Selvom Radiohead normalt ikke bliver kaldt for en popgruppe, blev de i midten af halvfemserne anset for at være en del af britpop-bølgen efter udgivelsen af deres første album Pablo Honey (1993), der således bærer præg af at være guitarbaseret rockmusik i stil med grupper som Oasis, Suede og Blur fra samme tidsperiode.
Efterfølgende har Radiohead dog ændret lydmæssig stil, og deres tredje fulde studiealbum, OK Computer (1997), regnes for gruppens hovedværk. Pladen bærer præg af et mere modent udtryk end de tidligere plader, og skildrer bagsider af det moderne storbyliv som eksempelvis ensomhed, paranoia og konformitet. Lyden udvikledes på denne plade ligeledes i retning af i højere grad at være båret af elektroniske hjælpemidler, loops, samples og lignende på bekostning af den guitarprægede lyd fra de tidligere plader, der træder en smule i baggrunden.
Gruppens næste albums Kid A (2000), og Amnesiac (2001), blev begge indspillet i København i 1999-2000. Man valgte således at dele indspillingerne fra optagelserne i København over to albums. Lyden på disse albums er i endnu højere grad end tidligere præget af elektroniske eksperimenter. Teksterne er desuden i højere grad fragmenterede, usammenhængende og decideret politiske. Gruppen begyndte i denne periode ligeledes i højere grad eksplicit at udtrykke antipati overfor fascisme og politisk ensretning.
Hail To The Thief (2003), er gruppens sjette studiealbum. Mange mener at titlen er en direkte reference til det omdiskuterede amerikanske præsidentvalg i 2000 (gruppen nægter dog dette), selvom den ofte fejlagtig bliver udlagt som gruppens hyldest til internetpirater. Albummet er i højere grad en tilbagevenden til en mere guitarbaseret rocklyd, selvom de elektroniske elementer stadig er en væsentlig faktor i gruppens musikalske udtryk.
Gruppens syvende album udkom den 10. oktober 2007 og har titlen In Rainbows. Albummet blev i første omgang kun udgivet på nettet Arkiveret 6. oktober 2007 hos  Wayback Machine som download, hvorefter det udkom d. 3. december på fysisk medie. Hvad der er særligt specielt ved denne udgivelse er, at albummet bliver udgivet udenom noget pladeselskab, og derfor bliver solgt til en pris man selv bestemmer. Dette gælder dog naturligvis kun det album som man henter digitalt. Det beløb som man vælger at betale bliver i stedet givet ubeskåret til bandet selv. In Rainbows er blevet omtalt som et ligeså stort mesterværk som gruppens album OK Computer fra 1997.
Radioheads album The King of Limbs udkom i februar 2011 på bandets hjemmeside. 
Fra september 2014–2016 var gruppen i studiet for at optage et nyt album, A Moon Shaped Pool.

### Sceneulykke
Den 16. juni 2012 til en udsolgt koncert med 40.000 tilskuere til en open-air koncert med Radiohead på Torontos Downsview Park taget på den midlertidige udendørs scene kollapsede, en time inden portene åbnedes for publikum. Radioheads trommetekniker døde og tre andre blev såret. Koncerten blev aflyst som følge af ulykken. Ulykken ødelagde også bandet unikke lysanlæg hvilket tvang dem til at udskyde deres planlagte koncerter de kommende to uger i Europa.

## Diskografi
- Pablo Honey (1993)
- The Bends (1995)
- OK Computer (1997)
- Kid A (2000)
- Amnesiac (2001)
- Hail to the Thief (2003)
- In Rainbows (2007)
- The King of Limbs (2011)
- A Moon Shaped Pool (2016)

## Koncerter i Danmark
- Huset, Århus, 2. juni 1993
- Barbue (Nedlagt klub), København, 3. juni 1993
- Grøn scene, Roskilde Festival, 2. juli 1994
- Roskilde Festival, 13. august 1995 (Opvarmning for Pearl Jam og Neil Young)
- Orange Scene, Roskilde Festival, 26. juli 1997
- KB Hallen, København, 9. november 1997
- Ved Valby Hallen, København, 7. september 2000 (Opvarmning: Sigur Rós)
- Ved Valby Hallen, København, 8. september 2000 (Opvarmning: Sigur Rós)
- KB Hallen, København, 6. maj 2006 (Opvarmning: Willy Mason)
- KB Hallen, København, 7. maj 2006 (Opvarmning: Willy Mason)
- Orange Scene, Roskilde Festival, 3. juli 2008
- Blue Stage, Northside Festival, 11. juni 2017